# Туризам у Београду
Главна туристичка атракција у Србији је свакако њен главни град Београд. Као главни и највећи град Србије, Београд обилује културно-историјским споменицима. Ноћни живот у Београду је чувен на просторима бивше Југославије.
То је град веома бурне историје, један је од најстаријих у Европи. Његова историја траје пуних 7000 година. Простор око великих река Саве и Дунава био је насељен још у палеолитском периоду. Из старијег каменог доба, потичу остаци људских костију и лобања неандерталаца, пронађени у каменолому код Лештана, у пећини на Чукарици и у близини Бајлонијеве пијаце.
Остаци културе млађег каменог доба, пронађени су у Винчи, Чукарице - Жаркову и у Горњем граду, изнад ушћа Саве у Дунав. То указује да је простор Београда био насељен у континуитету и да је интензитет тог насељавања бивао све јачи. Многа данашња насеља београдске околине леже на културним слојевима ранијих праисторијских насеобина.
Винча крај Београда спада у ред најзначајнијих насеобина и културних налазишта праисторијског периода. Археолошке ископине на Роспи ћуприји, Горњем граду, Карабурми, Земуну и Винчи потврђују претпоставке да је подручје Београда било интензивно насељено и да се његово становништво бавило плужном земљорадњом и другим пратећим привредним делатностима. На овим локалитетима откривене су некрополе бронзаног и металног доба као и докази различитих културних утицаја.

## Споменици културе

### Грађевине под заштитом (избор)
- Дворски комплекс на Дедињу
- Конак кнегиње Љубице
- Милошев конак
- Споменик обешенима на Теразијама
- Калемегдан
- Земунска тврђава
- Уметнички павиљон „Цвијета Зузорић“
- Зграда Народног позоришта
- Зграда Старог двора
- Зграда Новог двора
- Зграда Народне скупштине
- Народна библиотека Србије
- Гробље ослободилаца Београда
- Ботаничка башта „Јевремовац“

### Споменици
- Споменик Победнику
- Теразијска чесма
- Споменик кнезу Михаилу
- Споменик захвалности Француској
- Чукур чесма
- Споменик Вуку Караџићу
- Споменик Арчибалду Рајсу
- Споменик Доситеју Обрадовићу
- Споменик Јосифу Панчићу
- Споменик кнезу Станоју
- Споменик на месту смрти деспота Стефана Лазаревића
- Возарев крст
- Споменик Васи Пелагићу
- Споменик палим ратницима 1912—1918. у Младеновцу

### Грађевине Српске православне цркве
- Храм Светог Саве
- Богородична Црква Ружица
- Капела Свете Петке
- Вазнесењска Црква
- Николајевска Црква
- Црква Светог Александра Невског
- Светог Марка Црква
- Црква Светог Василија Острошког на Новом Београду

### Грађевине осталих верских заједница
- Бајракли џамија
- Црква Узнесења Блажене Дјевице Марије у Земуну
- Београдска синагога
- Евангелистичка црква у Земуну
- Земунска синагога

## Контроверзе
Новогодишња улична расвета у Београду је 2018. године постављена у септембру са укупним буџетом од 2,5 милиона евра који је градска скупштина уплатила компанији Кип лајт.